# Tomasz Baranowski (muzykolog)
Tomasz Baranowski – polski muzykolog i pianista, adiunkt w Instytucie Muzykologii UW oraz na Wydziale Instrumentalno-Pedagogicznym białostockiej filii Uniwersytetu Muzycznego Fryderyka Chopina. Zajmuje się historią i estetyką muzyki XIX i XX w. (ze szczególnym uwzględnieniem modernizmu oraz twórczości Aleksandra Skriabina), a także pedagogiką muzyczną w szkolnictwie artystycznym i ogólnokształcącym.
Jest absolwentem białostockiej filii Akademii Muzycznej im. Fryderyka Chopina w Warszawie w klasie fortepianu prof. Juliusza Borzyma (1989). Tytuł magistra muzykologii uzyskał na podstawie pracy Problem ekspresji muzycznej w Le temps musical Gisele Brelet pisanej pod kierunkiem prof. dr hab. Zofii Helman (1990). Doktoryzował się na podstawie  rozprawy Estetyka ekspresjonizmu. Z dziejów doktryny artystycznej Szkoły Wiedeńskiej pisanej pod kierunkiem prof. dr hab. Zofii Helman (2001, wyd. 2006), a habilitację uzyskał na podstawie książki Profile Skriabina. Szkice z poetyki twórczości (2013, wyd. 2013). W marcu 2025 roku uzyskał stanowisko profesora uczelni na Uniwersytecie Warszawskim.
Prywatnie zainteresowany jest turystyką górską – w 2010 został oficjalnie zdobywcą Korony Gór Polski.

## Prace naukowe
- Estetyka ekspresjonizmu w muzyce XX wieku, Wydawnictwo Elan Białystok, 2006 (seria Studia et Dissertationes Instituti Musicologiae Universitatis Varsoviensis, seria B; t. 20),
- Profile Skriabina. Szkice z poetyki twórczości, Wydawnictwo Elan, Białystok 2013.

### Redakcja
- W kręgu muzyki Stanisława Moniuszki,  Białostockie Towarzystwo Śpiewacze im. Stanisława Moniuszki, Białystok 2004,
- Książę muzyki naszej Wydawnictwo Uniwersytetu Muzycznego Fryderyka Chopina, Warszawa 2008.